# Guadua superba
Guadua superba là một loài thực vật có hoa trong họ Hòa thảo. Loài này được Huber mô tả khoa học đầu tiên năm 1906.